# Noj (rod)
Noj (znanstveno ime Struthio) je rod ptic iz reda nojevcev. Je del infrarazreda Palaeognathae, raznolike skupine neletečih ptic, znanih tudi kot staročeljustnice, ki vključuje še emuje, nanduje in kivije. Obstajata dve danes živeči vrsti noja: navadni noj in somalski noj. Sta veliki afriški neleteči ptici, ki ležeta največja jajca med vsemi danes živečimi kopenskimi živalmi. Z zmožnostjo teka s hitrostjo 70 km/h sta tudi najhitrejši ptici na kopnem. Gojijo ju po vsem svetu, zlasti zaradi perja, saj se uporablja kot okras in pripomoček za brisanje prahu. Iz njihove koža izdelujejo tudi za usnjene izdelke. Noji so znani po tem, da so najtežje danes živeče ptice.

## Taksonomska zgodovina
Rod Struthio je prvi opisal Carl Linnaeus leta 1758. Linnaeus in drugi zgodnji taksonomi so ga uporabljali za vključitev emuja, nanduja in kazuarja, dokler niso bili vsak uvrščeni v svoje rodove. Somalskega noja (Struthio molybdophanes) je večina oblasti nedavno priznala kot ločeno vrsto, medtem ko nekateri taksonomi še vedno revidirajo dokaze.

## Evolucija
Najstarejši fosili noju podobnih ptic so paleocenski taksoni iz Evrope. Palaeotis in Remiornis iz srednjega eocena ter neopredeljeni ostanki staročeljustnic so znani iz eocena in oligocena Evrope in Afrike. To so morda bili zgodnji sorodniki nojev, vendar je njihov status vprašljiv in lahko dejansko predstavljajo več rodov neletečih staročeljustnic.
Najstarejši fosili iz tega rodu so iz zgodnjega miocena (pred 20–25 milijoni let) in so iz Afrike, zato se domneva, da izvirajo od tam. Nato so se v srednjem do poznem miocenu (5–13 mio.) razširili v Evrazijo. Pred približno 12 milijoni let so se razvili v večjo velikost, ki jo poznamo. V tem času so se razširili v Mongolijo in kasneje v južno Afriko. Medtem ko je sorodnost med afriškimi fosilnimi vrstami razmeroma jasna, je bilo veliko azijskih vrst nojev opisanih iz fragmentov, njihovi medsebojni odnosi in njihov odnos z afriškimi noji pa so zmedeni. Na Kitajskem so noji izumrli šele okoli ali celo po koncu zadnje ledene dobe; podobe nojev so bile tam najdene na prazgodovinski lončenini in petroglifih.
Noji rodu Struthio so nekoč obstajali z drugo linijo neletečih didaktilnih ptic, družino Eogruidae. Čeprav je Olson 1985 te ptice klasificiral kot vejo nojev, je do nedavnega veljalo, da so povezani z žerjavi, vse podobnosti pa so bile posledica konvergentne evolucije. Novejša analiza pa je ponovno povezala noje z eogruidi. Domneva se, da je konkurenca nojev povzročila izumrtje eogruidov, čeprav to ni bilo nikoli preizkušeno in obe skupini sta na nekaterih območjih živeli sočasno.
- Primerjava velikosti s piščančjim jajcem in bankovcem za en ameriški dolar
- Noj z jajci

## Razširjenost in habitat
Danes živijo noji v naravi samo v Afriki, kjer se pojavljajo v številnih odprtih sušnih in polsušnih habitatih, kot so savane in Sahel, severno in južno od ekvatorialnega gozdnega območja. Somalski noj je razširjen na območju Afriškega roga, saj se je razvil izolirano od navadnega noja zaradi geografske pregrade Velikega tektonskega jarka. Na nekaterih območjih se poleg somalskega noja pojavlja tudi masajski noj, podvrsta navadnega noja, vendar jima vedenjske in ekološke razlike preprečujejo križanje. Arabske noje v Mali Aziji in Arabiji so do sredine 20. stoletja iztrebili z lovom, v Izraelu pa so poskusi uvedbe severnoafriških nojev, da bi izpolnili njihovo ekološko vlogo, propadli. Pobegli navadni noji v Avstraliji so ustvarili podivjane populacije.

## Vrste
V tem rodu je znanih devet vrst, od katerih jih je sedem izumrlo. Leta 2008 je bil S. linxiaensis prenesen v rod Orientornis. Tri dodatne vrste, S. pannonicus, S. dmanisensis in S. transcaucasicus, so bile leta 2019 prenesene v rod Pachystruthio.
Prepoznanih je še nekaj dodatnih izumrlih oblik, ki so opisane samo kot ihnotaksoni (klasificirani glede na fosilne sledove, kot so odtisi stopal, in ne dele telesa) in njihova povezava s tistimi, ki so opisani po značilnih kosteh, je sporna.
Vrste so:
- Prazgodovina
  - †Struthio barbarus Arambourg 1979
  - †Struthio brachydactylus Burchak-Abramovich 1939 (pliocen, Ukrajina)
  - †Struthio chersonensis (Brandt 1873) Lambrecht 1921 (Pliocen SV Evropa do ZC Azija) – oospecies
  - †Struthio coppensi Mourer-Chauviré et al. 1996 (zgodnji miocen, Elizabethfeld, Namibija)
  - †Struthio daberasensis Pickford, Senut & Dauphin 1995 (zgodnji do srednji pliocen, Namibija) – oospecies
  - †Struthio epoasticus Bonaparte 1856
  - †Struthio kakesiensis Harrison & Msuya 2005 (zgodnji pliocen, Laetoli, Tanzanija) – oospecies
  - †Struthio karingarabensis Senut, Dauphin & Pickford 1998 (pozni miocen do zgodnji pliocen, JZ in osrednja Afrika) – oospecies(?)
  - †Struthio oldawayi Lowe 1933 (pozni pleistocen, Tanzanija) – morda podvrsta S. amelus[22]
  - †Struthio orlovi Kuročkin & Lungo 1970 (pozni miocen, Moldavija)
  - †Struthio wimani Lowe 1931 (zgodnji pliocen Kitajska in Mongolija)

- Pozni pleistocen–holocen
  - †Struthio anderssoni Lowe 1931, vzhodnoazijski noj (pozni pleistocen na Kitajskem do Mongolije)[23][24] – oospecies(?)
  - †Struthio asiaticus Brodkorb 1863, azijski noj (zgodnji pliocen do zgodnji holocen Centralne Azije do Kitajske? in Maroko)
  - Struthio camelus, navadni noj
  - Struthio molybdophanes, Somalski noj

## Splošne reference
- Andersson, Johan Gunnar (1923). On the occurrence of fossil remains of Struthionidae in China. In: Essays on the cenozoic of northern China. Memoirs of the Geological Survey of China (Peking), Series A, No. 3, pp. 53–77. Peking, China: Geological Survey of China.
- Andersson, Johan Gunnar (1943). "Researches into the prehistory of the Chinese". Bulletin of the Museum of Far Eastern Antiquities. 15: 1–300, plus 200 plates.
- BirdLife International (2012). "The BirdLife checklist of the birds of the world, with conservation status and taxonomic sources". Archived from the original (xls) on 25 December 2011. Retrieved 16 Jun 2012.
- Brands, Sheila (14 Aug 2008). "Taxon: Genus Struthio". Project: The Taxonomicon. Retrieved 12 Jun 2012.
- Davies, S. J. J. F. (2003). "Ostriches". In Hutchins, Michael (ed.). Birds I Tinamous and Ratites to Hoatzins. Grzimek's Animal Life Encyclopedia. Vol. 8 (2nd ed.). Farmington Hills, MI: Gale Group. p. 99. ISBN 978-0-7876-5784-0.
- Gill, F.; Donsker, D (2012). "Ratites". IOC World Bird List. WorldBirdNames.org. Retrieved 13 Jun 2012.
- Gray, George Robert (1855). Catalogue of the Genera and Subgenera of Birds contained in the British Museum. London, UK: Taylor and Francis. p. 109.
- Hou, L.; Zhou, Z.; Zhang, F.; Wang, Z. (Aug 2005). "A Miocene ostrich fossil from Gansu Province, northwest China". Chinese Science Bulletin. 50 (16): 1808–1810. Bibcode:2005ChSBu..50.1808H. doi:10.1360/982005-575. ISSN 1861-9541. S2CID 129449364.
- Janz, Lisa; et al. (2009). "Dating North Asian surface assemblages with ostrich eggshell: Implications for palaeoecology and extirpation". Journal of Archaeological Science. 36 (9): 1982–1989. doi:10.1016/j.jas.2009.05.012.
- "Seagull Publishers:: K-8 segment | Books | Practice manuals". Seagull Learning – A Unit of Seagull Publishers Private Limited. 7.